# 瑪喬麗·卡麥隆
瑪喬麗·卡麥隆·帕森斯·金梅爾（英語：Marjorie Cameron Parsons Kimmel，1922年4月23日—1995年6月24日），她在職業上使用單名卡麥隆（Cameron），是一名美國藝術家、詩人、女演員和神秘學家。她是泰勒瑪的追隨者，這是由英國神秘學家阿萊斯特·克勞利創立的新興宗教，她曾與火箭先驅和泰勒瑪主義者傑克·帕森斯結婚。
卡麥隆出生於愛荷華州的貝爾普萊恩，在第二次世界大戰期間曾自願在美國海軍服役，之後她定居在加州的帕薩迪納。她在那裡遇到了帕森斯，他相信她是在一系列稱為「巴巴倫儀式」的性愛魔法儀式早期階段所召喚的「元素精靈」女士。他們發生了關係，並於1946年結婚。雖然帕森斯曾激發她參與泰勒瑪和神秘主義，但他們的關係經常變得緊張。帕森斯於1952年在家中發生爆炸而被炸死後，卡麥隆開始懷疑她的丈夫是被暗殺，並開始進行儀式與他的靈魂交流。搬到博蒙特後，她建立了一個多種族的神秘學團體，名為「The Children」，該團體致力於性愛魔法儀式，目的是製作混合種族的「月童」（moon children），把他們奉獻給神——荷魯斯。這個團體很快就解散了，主要是因為其許多成員都對卡麥隆越來越多的天啟預言感到不安。
回到洛杉磯，卡麥隆結交了社交名流薩姆森·德·布瑞爾，並在城市內的前衛藝術社區中確立她自己。她的朋友中有電影人柯提斯·哈靈頓和肯尼思·安格。她曾演出哈靈頓的兩部電影《The Wormwood Star》和《Night Tide》中，以及安格的電影《Inauguration of the Pleasure Dome》。在晚年，她演出由約翰·張伯倫和齊克·斯特蘭德創作的藝術電影。她很少長時間留在一個地方，在1950年代和1960年代的期間，她住在約書亞樹、三藩市和聖塔菲。1955年，她生下了一個女兒Crystal Eve Kimmel。儘管間歇性健康問題阻礙了她的工作，但她的藝術作品和詩歌被舉辦過幾次展覽。1970年代後期到1995年她因癌症去世，這段期間卡麥隆住在西荷里活的一間平房裡，她在那裡養育了女兒和孫兒孫女，追求她對秘教的興趣，並製作藝術作品和詩歌。
卡麥隆在去世後，她的繪畫作品在美國各地的展覽中露面，她被更多的人承認她為一名藝術家。由於對帕森斯的關注度提高，卡麥隆的生平在2000年代早期也被大幅報導。2006年，卡麥隆–帕森斯基金會（Cameron–Parsons Foundation）成立，旨在保護和宣傳她的作品，而在2011年出版了一本由Spencer Kansa所寫的卡麥隆傳記。

## 外部連結
- Cameron-Parsons Foundation （页面存档备份，存于）
- 瑪喬麗·卡麥隆在互联网电影资料库（IMDb）上的資料（英文）
- The Wormwood Star (1955) （页面存档备份，存于）, a short film portrait of Cameron by Curtis Harrington.